# Balaspis faurei
Balaspis faurei är en insektsart som beskrevs av Hall 1941. Balaspis faurei ingår i släktet Balaspis och familjen pansarsköldlöss. Inga underarter finns listade i Catalogue of Life.